# Sportclub Cambuur 2013-2014
Questa voce raccoglie le informazioni riguardanti lo Sportclub Cambuur nelle competizioni ufficiali della stagione 2013-2014.

## Stagione
Nella stagione 2013-2014 il Cambuur ha disputato l'Eredivisie, massima serie del campionato olandese di calcio, terminando la stagione al dodicesimo posto con 39 punti conquistati in 34 giornate, frutto di 10 vittorie, 9 pareggi e 15 sconfitte. Nella KNVB beker il Cambuur è sceso in campo dal secondo turno, raggiungendo gli ottavi di finale dove è stato eliminato dall'Utrecht.

## Rosa
| N. |                        | Ruolo | Calciatore           |
| -- | ---------------------- | ----- | -------------------- |
| 1  | Paesi Bassi (bandiera) | P     | Tim Coremans         |
| 2  | Paesi Bassi (bandiera) | D     | Wout Droste          |
| 3  | Paesi Bassi (bandiera) | D     | Leon Broekhof        |
| 3  | Paesi Bassi (bandiera) | D     | Robert van Boxel     |
| 4  | Paesi Bassi (bandiera) | D     | Martijn van der Laan |
| 5  | Paesi Bassi (bandiera) | D     | Marlon Pereira       |
| 6  | Paesi Bassi (bandiera) | C     | Erik Bakker          |
| 7  | Filippine (bandiera)   | C     | Paul Mulders         |
| 7  | Paesi Bassi (bandiera) | C     | Kevin Brands         |
| 8  | Paesi Bassi (bandiera) | C     | Bart van Brakel      |
| 9  | Paesi Bassi (bandiera) | A     | Martijn Barto        |
| 10 | Paesi Bassi (bandiera) | C     | Paco van Moorsel     |
| 11 | Danimarca (bandiera)   | A     | Oliver Feldballe     |
| 12 | Paesi Bassi (bandiera) | A     | Michiel Hemmen       |

| N. |                        | Ruolo | Calciatore           |
| -- | ---------------------- | ----- | -------------------- |
| 14 | Paesi Bassi (bandiera) | A     | Oebele Schokker      |
| 15 | Paesi Bassi (bandiera) | C     | Mart Dijkstra (cap.) |
| 16 | Paesi Bassi (bandiera) | A     | Jeremy de Graaf      |
| 17 | Paesi Bassi (bandiera) | D     | Lucas Bijker         |
| 18 | Nigeria (bandiera)     | A     | Bartholomew Ogbeche  |
| 19 | Paesi Bassi (bandiera) | A     | Jody Lukoki          |
| 21 | Paesi Bassi (bandiera) | C     | Mohamed El Makrini   |
| 22 | Paesi Bassi (bandiera) | P     | Leonard Nienhuis     |
| 23 | Paesi Bassi (bandiera) | C     | Johnny de Vries      |
| 24 | Austria (bandiera)     | C     | Marcel Ritzmaier     |
| 26 | Paesi Bassi (bandiera) | P     | Harm Zeinstra        |
| 27 | Paesi Bassi (bandiera) | A     | Bob Schepers         |
| 30 | Paesi Bassi (bandiera) | D     | Ramon Leeuwin        |
| 42 | Angola (bandiera)      | A     | Alexander Christovao |

## Risultati

### Eredivisie

#### Girone di andata
| 4 agosto 2013, ore 12:30 1ª giornata | Cambuur | 0 – 0 | NAC Breda |  |

| 9 agosto 2013, ore 20:00 2ª giornata | Roda JC | 2 – 0 | Cambuur |  |

| 17 agosto 2013, ore 18:45 3ª giornata | Cambuur | 4 – 1 | Groningen |  |

| 24 agosto 2013, ore 20:45 4ª giornata | PEC Zwolle | 2 – 0 | Cambuur |  |

| 31 agosto 2013, ore 20:45 5ª giornata | PSV | 0 – 0 | Cambuur |  |

| 14 settembre 2013, ore 19:45 6ª giornata | Cambuur | 2 – 0 | Heracles Almelo |  |

| 20 settembre 2013, ore 20:00 7ª giornata | Go Ahead Eagles | 0 – 0 | Cambuur |  |

| 29 settembre 2013, ore 14:30 8ª giornata | Heerenveen | 2 – 1 | Cambuur |  |

| 4 ottobre 2013, ore 20:00 9ª giornata | Cambuur | 0 – 1 | Twente |  |

| 20 ottobre 2013, ore 16:30 10ª giornata | AZ Alkmaar | 3 – 1 | Cambuur |  |

| 26 ottobre 2013, ore 19:45 11ª giornata | Cambuur | 3 – 1 | Utrecht |  |

| 3 novembre 2013, ore 14:30 12ª giornata | Cambuur | 0 – 2 | Feyenoord |  |

| 9 novembre 2013, ore 20:45 13ª giornata | ADO Den Haag | 3 – 0 | Cambuur |  |

| 23 novembre 2013, ore 19:45 14ª giornata | Cambuur | 2 – 1 | N.E.C. |  |

| 1 dicembre 2013, ore 14:30 15ª giornata | Vitesse | 3 – 0 | Cambuur |  |

| 7 dicembre 2013, ore 19:45 16ª giornata | RKC Waalwijk | 2 – 2 | Cambuur |  |

| 15 dicembre 2013, ore 12:30 17ª giornata | Cambuur | 1 – 2 | Ajax |  |

#### Girone di ritorno
| 21 dicembre 2013, ore 19:45 18ª giornata | NAC Breda | 1 – 0 | Cambuur |  |

| 19 gennaio 2014, ore 14:30 19ª giornata | Cambuur | 2 – 0 | Go Ahead Eagles |  |

| 26 gennaio 2014, ore 12:30 20ª giornata | Cambuur | 3 – 1 | Heerenveen |  |

| 2 febbraio 2014, ore 14:30 21ª giornata | Twente | 3 – 1 | Cambuur |  |

| 5 febbraio 2014, ore 18:45 22ª giornata | Cambuur | 1 – 2 | PSV |  |

| 9 febbraio 2014, ore 12:30 23ª giornata | Heracles Almelo | 1 – 1 | Cambuur |  |

| 16 febbraio 2014, ore 12:30 24ª giornata | Cambuur | 3 – 1 | PEC Zwolle |  |

| 22 febbraio 2014, ore 19:45 25ª giornata | Cambuur | 1 – 0 | Roda JC |  |

| 2 marzo 2014, ore 14:30 26ª giornata | Groningen | 1 – 1 | Cambuur |  |

| 9 marzo 2014, ore 16:30 27ª giornata | Ajax | 1 – 1 | Cambuur |  |

| 14 marzo 2014, ore 20:00 28ª giornata | Cambuur | 3 – 2 | RKC Waalwijk |  |

| 2 aprile 2014, ore 18:45 29ª giornata | Utrecht | 1 – 0 | Cambuur |  |

| 30 marzo 2014, ore 14:30 30ª giornata | Cambuur | 0 – 0 | AZ Alkmaar |  |

| 5 aprile 2014, ore 19:45 31ª giornata | N.E.C. | 1 – 1 | Cambuur |  |

| 12 aprile 2014, ore 19:45 32ª giornata | Cambuur | 4 – 3 | Vitesse |  |

| 27 aprile 2014, ore 14:30 33ª giornata | Feyenoord | 5 – 1 | Cambuur |  |

| 3 maggio 2014, ore 18:45 34ª giornata | Cambuur | 1 – 2 | ADO Den Haag |  |

## Statistiche

### Statistiche di squadra
| Competizione | Punti | In casa | In casa | In casa | In casa | In casa | In casa | In trasferta | In trasferta | In trasferta | In trasferta | In trasferta | In trasferta | Totale | Totale | Totale | Totale | Totale | Totale | DR  |
| Competizione | Punti | G       | V       | N       | P       | Gf      | Gs      | G            | V            | N            | P            | Gf           | Gs           | G      | V      | N      | P      | Gf     | Gs     | DR  |
| ------------ | ----- | ------- | ------- | ------- | ------- | ------- | ------- | ------------ | ------------ | ------------ | ------------ | ------------ | ------------ | ------ | ------ | ------ | ------ | ------ | ------ | --- |
| Eredivisie   | 39    | 17      | 10      | 2       | 5       | 30      | 19      | 17           | 0            | 7            | 10           | 10           | 31           | 34     | 10     | 9      | 15     | 40     | 50     | -10 |
| KNVB beker   | -     | 2       | 0       | 1       | 1       | 2       | 4       | 1            | 1            | 0            | 0            | 6            | 1            | 3      | 1      | 1      | 1      | 8      | 5      | +3  |
| Totale       | -     | 19      | 10      | 3       | 6       | 32      | 23      | 18           | 1            | 7            | 10           | 16           | 32           | 37     | 11     | 10     | 16     | 48     | 55     | -7  |